# Aprilia (motocicleta)
|  | Per a altres significats, vegeu «Aprilia». |

Aprilia és una empresa italiana fabricant de motocicletes amb seu a Noale, Vèneto. Fundada el 1945 per Alberto Beggio com a fàbrica de bicicletes, l'empresa entrà en el sector de la motocicleta durant la dècada del 1960. Des del 2004, Aprilia és propietat de Piaggio, el quart major fabricant de motocicletes del món.
A data de 2016, la marca havia obtingut 56 títols mundials de motociclisme en diverses modalitats i 294 victòries en Gran Premi (és el primer en victòries entre els fabricants europeus). Al mundial de Superbike, Aprilia havia obtingut 52 victòries i 172 podis, així com 8 victòries a la Superstock 1000 FIM Cup.

## Història

### Els inicis
Aprilia va ser fundada per Alberto Beggio com a fabricant de bicicletes immediatament després del final de la Segona Guerra Mundial a Noale; tot i que la seu central de l'empresa és encara en aquesta ciutat, la producció se'n va traslladar el 1996 a una nova planta, a la propera Scorzè. Beggio va triar el nom de la seva empresa per la fascinació que sentia pel Lancia Aprilia, un model d'automòbil llançat per Lancia el 1937.
El 1960, Aprilia entrà al sector dels ciclomotors amb el model Sport Uomo. El fill del fundador, Ivano Beggio, es va fer càrrec de l'empresa el 1968 i immediatament va començar a construir amb un petit nombre de col·laboradors un ciclomotor. Els primers models amb què Aprilia va sortir al mercat van ser els Colibrì, Daniela i Packi, seguits de la primera moto fora d'asfalt, l'Scarabeo, presentada el 1970 en dues cilindrades (50 i 125 cc) i que va romandre en producció durant gairebé una dècada.

### Dècades del 1970 i 1980

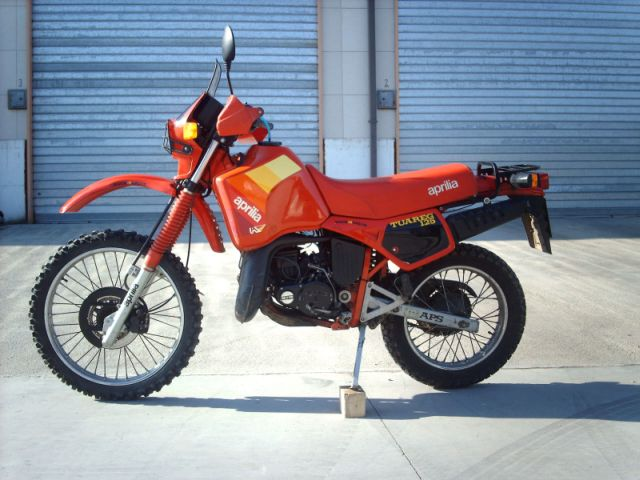
Una Aprilia Tuareg 125 de 1986

El 1977, la marca va aconseguir les seves primeres victòries significatives en el camp de les competicions quan Ivan Alborghetti va guanyar-hi el Campionat d'Itàlia de motocròs a les cilindrades de 125 i 250 cc. El mateix pilot va acabar sisè al mundial de 125cc l'any següent, amb dos tercers llocs conquerits al llarg de la temporada.
El següent pas en l'evolució d'Aprilia va ser l'ampliació de la gamma de models durant la dècada del 1980, quan es dedicà també als sectors del trial i l'enduro, així com al de les motos de carretera en diverses cilindrades entre els 50 i els 600 cc. El 1985 es va signar un acord de col·laboració per al subministrament de motors amb la Rotax austríaca. Amb la presentació el 1986 del model Tuareg, derivat dels models que competien als raids africans, Aprilia entrava dins el sector de les motos dual purpose.
Després dels èxits aconseguits es van posar a la venda models de diversos cilindrades: a la dels 50 cc, l'Aprilia RS 50 (carretera), l'RX 50 (enduro) i la Red Rose 50 (custom), totes tres amb motor Minarelli refrigerat per líquid; a la dels 125 cc, l'Aprilia RS 125 (carretera), l'RX 125 (enduro) i la Red Rose 125 (custom), totes tres amb motor Rotax equipat amb vàlvula d'escapament passiu controlada pneumàticament (anomenada RAVE i RAVE2), substituïda posteriorment per una de control electrònic; finalment, a la cilindrada dels 250 cc, la RS 250 amb motor Suzuki, comercialitzada amb estètica de motocicleta de competició i que va obtenir un gran èxit, especialment entre els joves afeccionats al motociclisme.

### Dècada del 1990

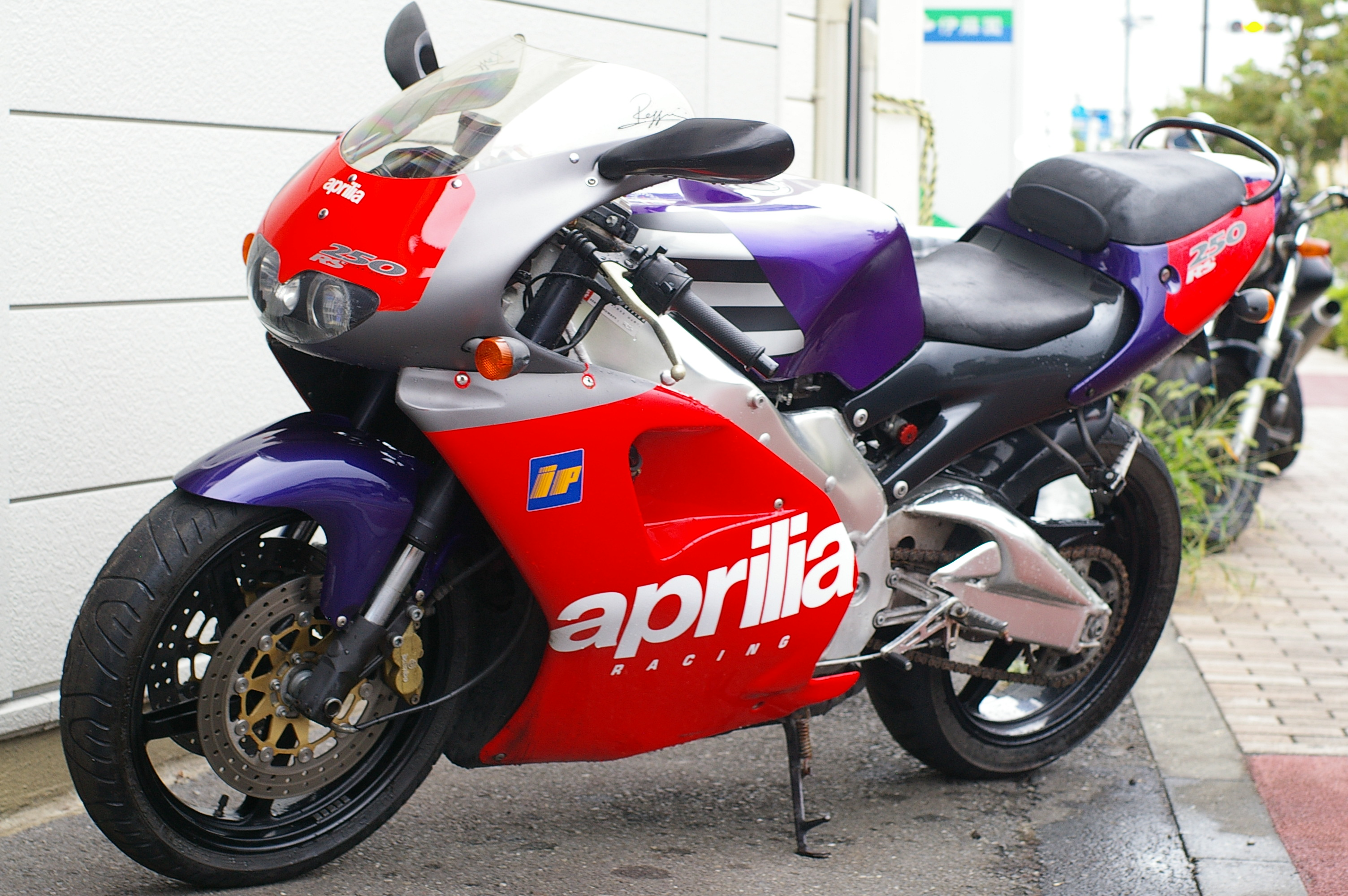
Aprilia RS250 "Reggiani" de 1995

Durant la dècada del 1990 es van presentar altres models destinats a l'èxit comercial; es va passar de l'Aprilia Pegaso, disponible en les cilindrades de 50, 125 i 650 cc, a l'escúter Amico tradicional o al de rodes altes, que va agafar un nom històric de la firma, Scarabeo.
Un altre escúter d'èxit fou el Leonardo, amb motor Rotax per a les cilindrades de 125 i 150 cc. Posteriorment, amb el subministrament de motors Yamaha, el Leonardo es produí en cilindrades de 250 i 300 cc.
El 1995, Aprilia sorprengué amb la Motò, una innovadora monocilíndrica dissenyada per Philippe Starck. El mateix any va debutar la RS 250 i Max Biaggi, pilot oficial d'Aprilia, va guanyar el mundial de velocitat de 250cc per segona vegada consecutiva per a la marca, mentre que Aprilia guanyava el de constructors.
El 1998, l'empresa va entrar al sector de les anomenades maximoto amb la presentació de l'Aprilia RSV Mille i la Falco, ambdues amb motor Rotax de 990 cc amb la innovadora disposició en "V" de 60° que permet distribuir el pes de la moto de forma òptima per a la maniobrabilitat i conducció.
L'any següent es va produir la RSV Mille SP, una versió d'edició limitada de 150 exemplars que calia per a l'homologació de les motos pilotades per Troy Corser i Alessandro Antonello al mundial de Superbike.

### Segle XXI
L'any 2000, Aprilia va adquirir dues de les marques més famoses de la història del motociclisme italià, Moto Guzzi i Laverda. En aquella època es presentaren nous models com ara l'Aprilia Caponord, que recorda l'esperit d'aventura dels raids, la Futura, una moto de turisme esportiva amb disseny futurista i la Tuono, esportiva naked basada en l'Aprilia RSV 1000.

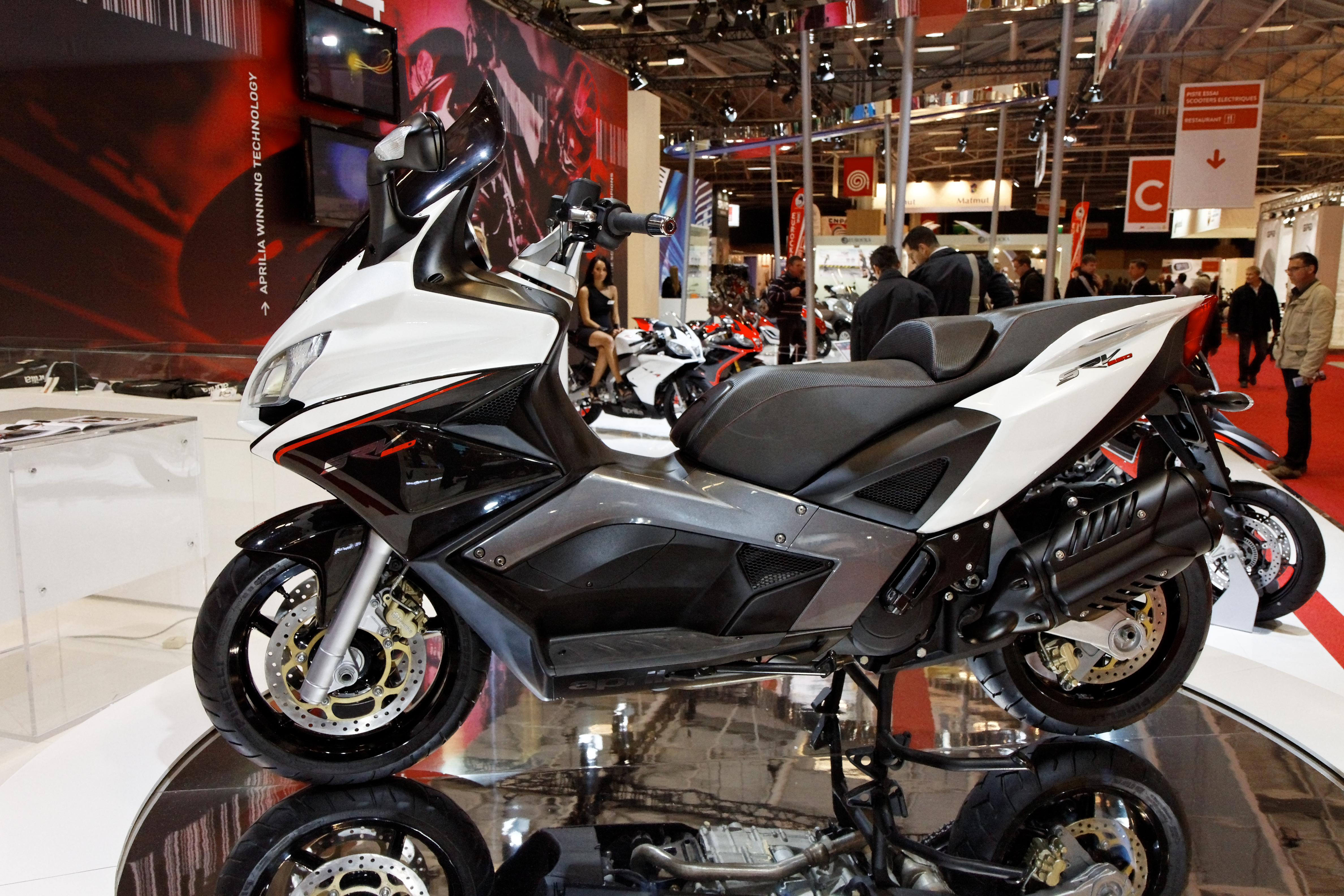
Aprilia SRV 850 del 2011

El 2004 es va produir el darrer i més recent canvi en l'estructura corporativa de l'empresa, amb l'adquisició d'Aprilia i les seves filials per part de Piaggio, la qual controlava també Gilera i la catalana Derbi (aquesta darrera, tancada definitivament i traspassada la producció restant a Aprilia el 2013); d'aquesta fusió en nasqué el quart grup industrial més important del món en el camp de la fabricació de motocicletes, amb una capacitat de producció anual de 600.000 vehicles i una facturació de 1.500 milions d'euros.
D'ençà del 2006, Aprilia començà a dissenyar, desenvolupar i produir els motors que equipen les seves motocicletes de sèrie, interrompent la llarga relació de col·laboració amb Rotax; a partir d'aquest moment, totes les motocicletes produïdes funcionen, per tant, amb motors 100% italians.
El 2019, amb motiu del Saló EICMA de Milà, l'empresa veneciana llançà una nova generació de motocicletes de cilindrada mitjana, la RS 660 i la Tuono 660, caracteritzada pel nou motor bicilíndric de 659 cc, xassís derivat del de la RSV4 i electrònica basada en el paquet APRC amb plataforma d'inèrcia de sis eixos i accelerador electrònic ride-by-wire.
L'actual president i conseller delegat d'Aprilia és Roberto Colaninno, també president de Piaggio. Ivano Beggio en va ser durant poc temps "president honorari", però a partir del 2006 ja no va exercir cap paper a l'empresa fundada pel seu pare.

## Competició

### Fora d'asfalt
Aprilia començà a destacar en competició a les disciplines del fora d'asfalt durant la dècada del 1970, abans de passar amb tot el seu potencial al motociclisme de carretera a partir de la dècada del 1990.

#### Motocròs

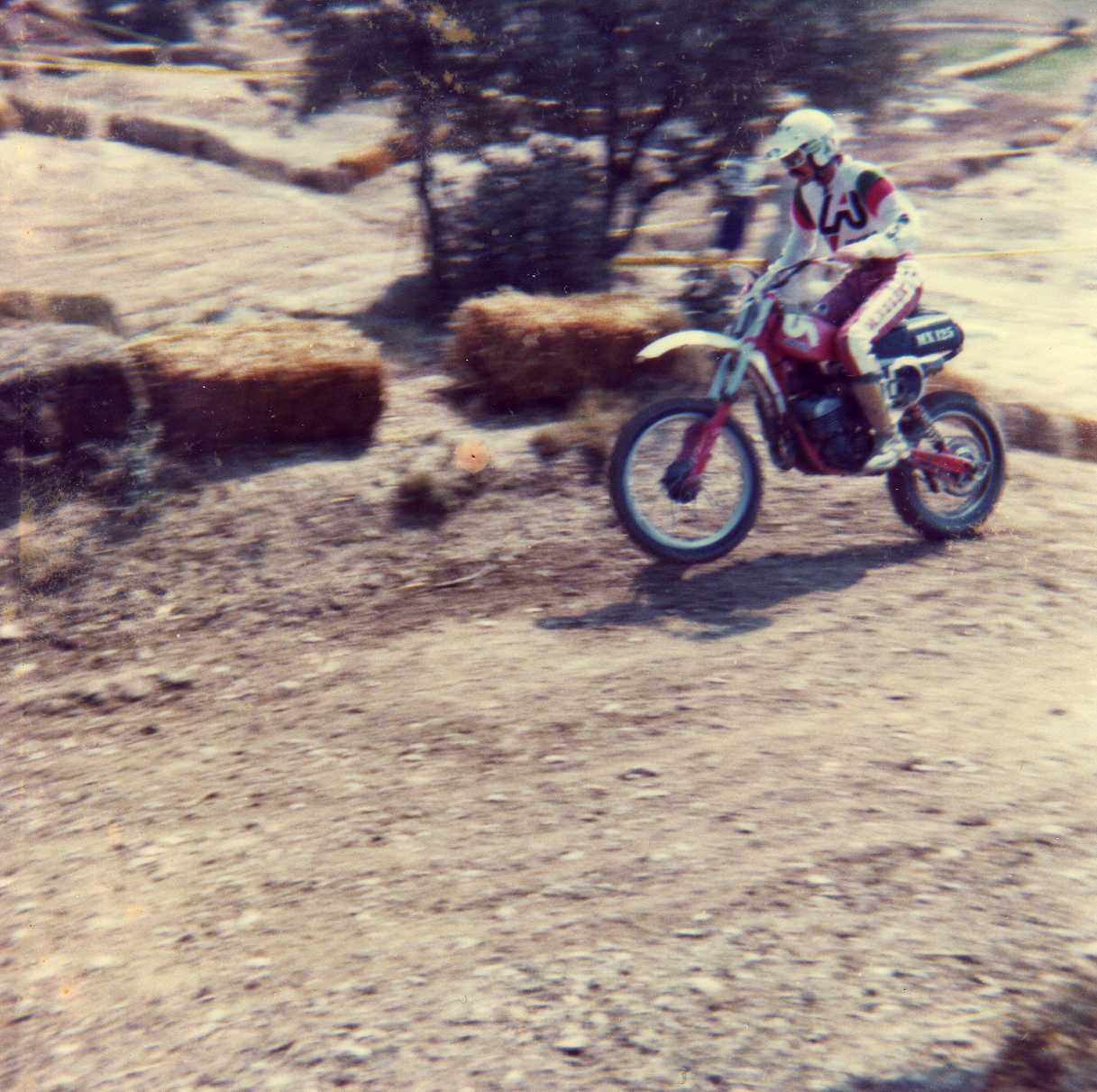
Ivan Alborghetti amb l'Aprilia 125 al GP d'Espanya de 1978, a Montgai

Aprilia s'inicià en el motocròs a començaments dels anys 70. Cap al 1974 ja era una marca coneguda a les competicions italianes i el 1977, Ivan Alborghetti hi guanyà el campionat d'Itàlia en les categories de 125 i 250cc. Alborghetti participà amb l'Aprilia en el mundial de 125cc durant diverses temporades, assolint-hi el desè lloc final el 1976 i el sisè el 1978. L'empresa mantingué equips oficials al campionat fins al 1985 i hi aconseguí alguns bons resultats, especialment a la categoria dels 125cc amb pilots com ara Corrado Maddii, Torao Suzuki i Giuseppe Andreani.
De cara a la temporada del 2004, la firma decidí tornar al mundial de motocròs i competir a la nova categoria MX1, per a la qual va fitxar el subcampió del món de 2003 Javier García Vico. El debut de la nova MXV 4.5, una V-twin de quatre temps de 450 cc i injecció electrònica dissenyada per Jan Witteveen, fou un fracàs i Vico abandonà Aprilia l'any següent. Després d'uns anys de desenvolupament, la marca tornà al mundial el 2007 amb Alessio Chiodi i Cedric Melotte. De nou, l'experiment no funcionà i tant Chiodi com Melotte acabaren abandonant l'equip. L'únic pilot que reeixí a aconseguir algun bon resultat amb la MXV de motocròs fou Joshua Coppins, dotzè al mundial de 2010. Acabada la temporada de 2011, Aprilia es retirà definitivament del mundial de MX1.
Malgrat no haver triomfat en el motocròs, l'Aprilia MXV sí que tingué èxit en la modalitat del Supermoto, en la qual ha aconseguit diversos campionats mundials.

#### Trial
Des de mitjan anys 80 fins a mitjan anys 90, Aprilia destacà també en la disciplina del trial. El primer model d'aquesta especialitat que va llançar l'empresa fou la TL320 de 1981, amb motor Hiro. Philippe Berlatier en fou un dels primers desenvolupadors i ja el 1985 aconseguí el cinquè lloc final al mundial de trial amb l'Aprilia. Un altre provador de renom fou Mick Andrews, qui el 1986 va pilotar el nou model TX311 als Sis Dies d'Escòcia. L'Aprilia TX311, amb motor Rotax de 276,6 cc, mono-amortidor posterior i frens de disc, ha estat inclosa entre les 10 millors motos mai fabricades per Aprilia.
El 1988 aparegué el model TRX 312, amb nova carrosseria on, per primer cop, s'hi introduí la gamma de colors basats en el blanc i el morat, una estètica que va identificar Aprilia durant anys. El 1989 aparegué el model Climber, caracteritzat pel seu motor Rotax refrigerat per aigua, cosa que la convertia en la primera moto de trial de sèrie amb refrigeració líquida.
Pilots d'arreu del món aconseguiren campionats estatals als seus respectius països amb Aprilia (entre ells el més transcendent fou possiblement el campionat britànic que guanyà el 1992 Steve Saunders). Al llarg dels anys, pilots del nivell de Diego Bosis (dues vegades subcampió del món amb la marca italiana), Donato Miglio, Thierry Michaud, Gilles Burgat i molts altres pilotaren les Aprilia al mundial. D'entre tots ells, el més reeixit fou Tommi Ahvala, qui guanyà el Campionat del Món de trial amb aquesta marca la temporada de 1992 i el de trial indoor el 1993 (l'any en què s'instaurà aquest campionat, amb el nom de Prix FIM Indoor).
Aprilia abandonà definitivament el trial a partir de la temporada de 1994.

### Mundial de velocitat

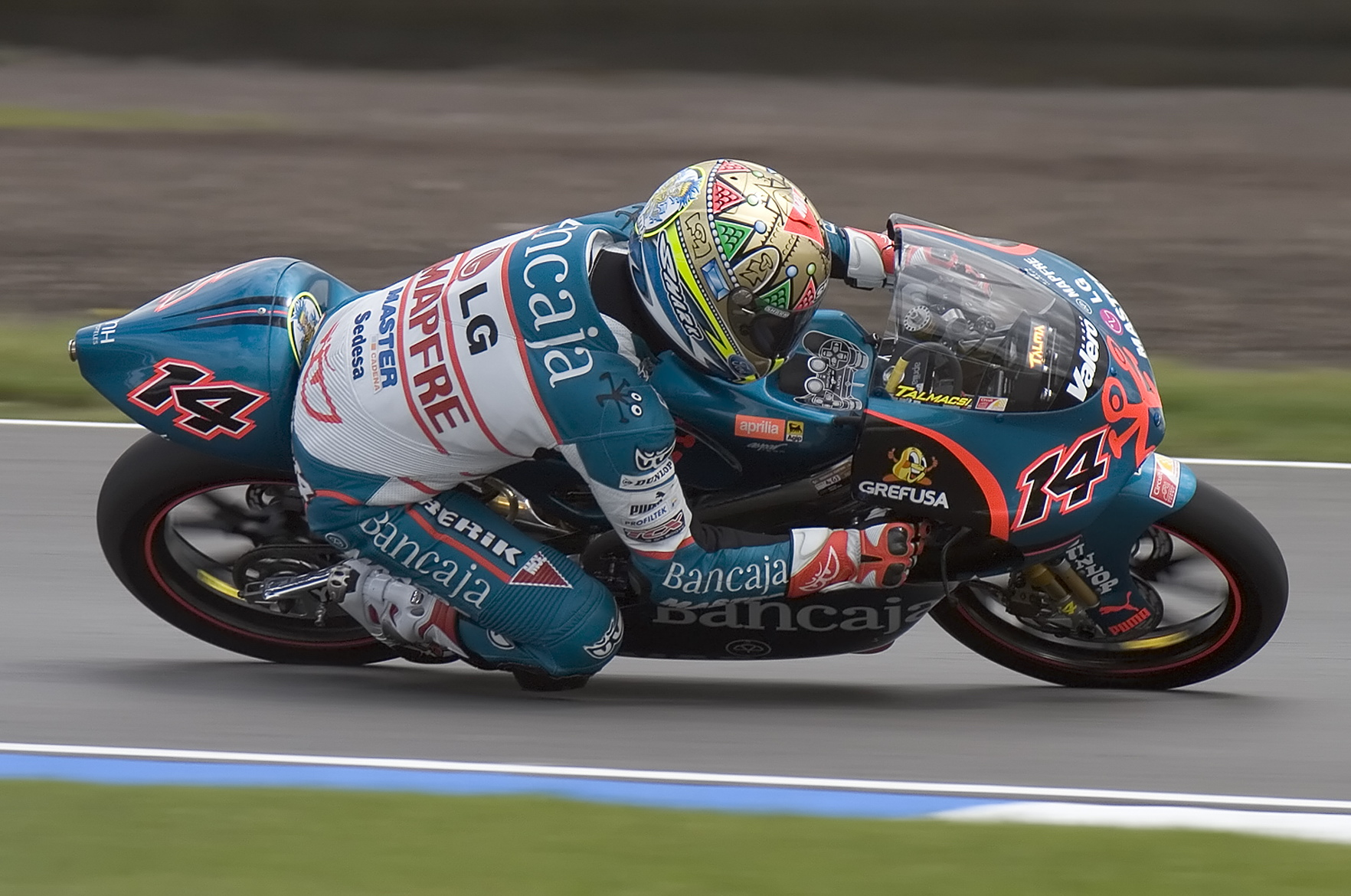
Gábor Talmácsi, campió del Món de 125cc el 2007, amb l'Aprilia RS125

Malgrat ser inicialment una empresa relativament petita en termes industrials, Aprilia ha estat sempre molt activa en el sector de l'esport i, des dels anys 90, al Campionat del Món de velocitat, on competí en diverses cilindrades (125, 250 i 500 cc). El primer títol mundial de velocitat d'Aprilia fou el de 125cc que guanyà Alessandro Gramigni la temporada de 1992. Entre el 1994 i el 2000 la marca va guanyar de forma ininterrompuda 9 campionats mundials de 125 o 250cc (sovint, tots dos el mateix any). Des d'aleshores fins al 2011, la marca va aconseguir encara uns quants títols més d'ambdues cilindrades, tant pel que fa al campionat de pilots com al de constructors. Entre els seus pilots hi havia campions de la talla de Loris Capirossi, Valentino Rossi i Jorge Lorenzo.
Malgrat els èxits assolits a les cilindrades petites, l'Aprilia de Gran Premi de 500cc era menys competitiva i el seu posterior model de MotoGP, l'RS3 Cube, era tècnicament avançat però difícil de pilotar, cosa que comportà uns minsos resultats en competició en aquestes dues categories. Inicialment, Aprilia va participar en la categoria "reina" del mundial, MotoGP, durant tres temporades (del 2002 al 2004). Després d'uns quants anys sense participar-hi, la marca s'hi va tornar a incorporar el 2012 aprofitant la recentment introduïda categoria Claiming Rule Team (CRT), la qual encoratjava els equips independents amb pressupostos més baixos a fer servir motocicletes de fabricants que no participen oficialment en aquest campionat. Aprilia va subministrar motocicletes derivades de la RSV4 de Superbike amb el nom ART ("Aprilia Racing Technology") als equips Aspar Team, Paul Bird Motorsport i Speed Master. Tant la temporada 2012 com la 2013, la maquinària ART d'Aprilia va destacar i va estar entre les millors motos CRT.
La temporada de 2015, Aprilia va tornar amb un equip de fàbrica al mundial de MotoGP, sota el nom d'"Aprilia Racing Team Gresini" i una nova moto, l'RS-GP amb motor V4 de 1000 cc. El seu pilot més ben classificat al campionat fou Alvaro Bautista, qui acabà en setzena posició final. Des d'aleshores i fins al 2021, Aprilia ha seguit competint en aquest campionat amb diversos pilots dins el seu equip, entre ells Aleix Espargaró, el més reeixit durant les darreres temporades.

#### Innovació
Aprilia es distingeix per triar configuracions de motor atípiques. Per exemple, es va avançar en el desenvolupament d'una motocicleta de Gran Premi de 500 cc V-2, just quan altres equips optaven per configuracions de V-4 empesos per la creença del moment que aquesta tecnologia oferia més i millor potència.
Aprilia va continuar anant a la seva, aprofitant l'avantatge de la lleugeresa que obtenia dels pesos inferiors, amb la introducció del seu model per a MotoGP, la RS3-Cube (activa entre el 2002 i el 2004), amb motor tricilíndric en línia. Aquesta moto era la que menys cilindres tenia de totes les participants al campionat: Yamaha s'havia avançat amb un disseny de quatre en línia, mentre que Suzuki i Ducati es van decantar per motors V-4 amb diferents configuracions. Honda encara va anar més lluny amb la RC211V, propulsada per un motor V-5, que acabà guanyant el campionat. Altres innovacions destacables de la Cube n'eren el sistema d'acceleració i les vàlvules d'accionament pneumàtic.

#### Palmarès

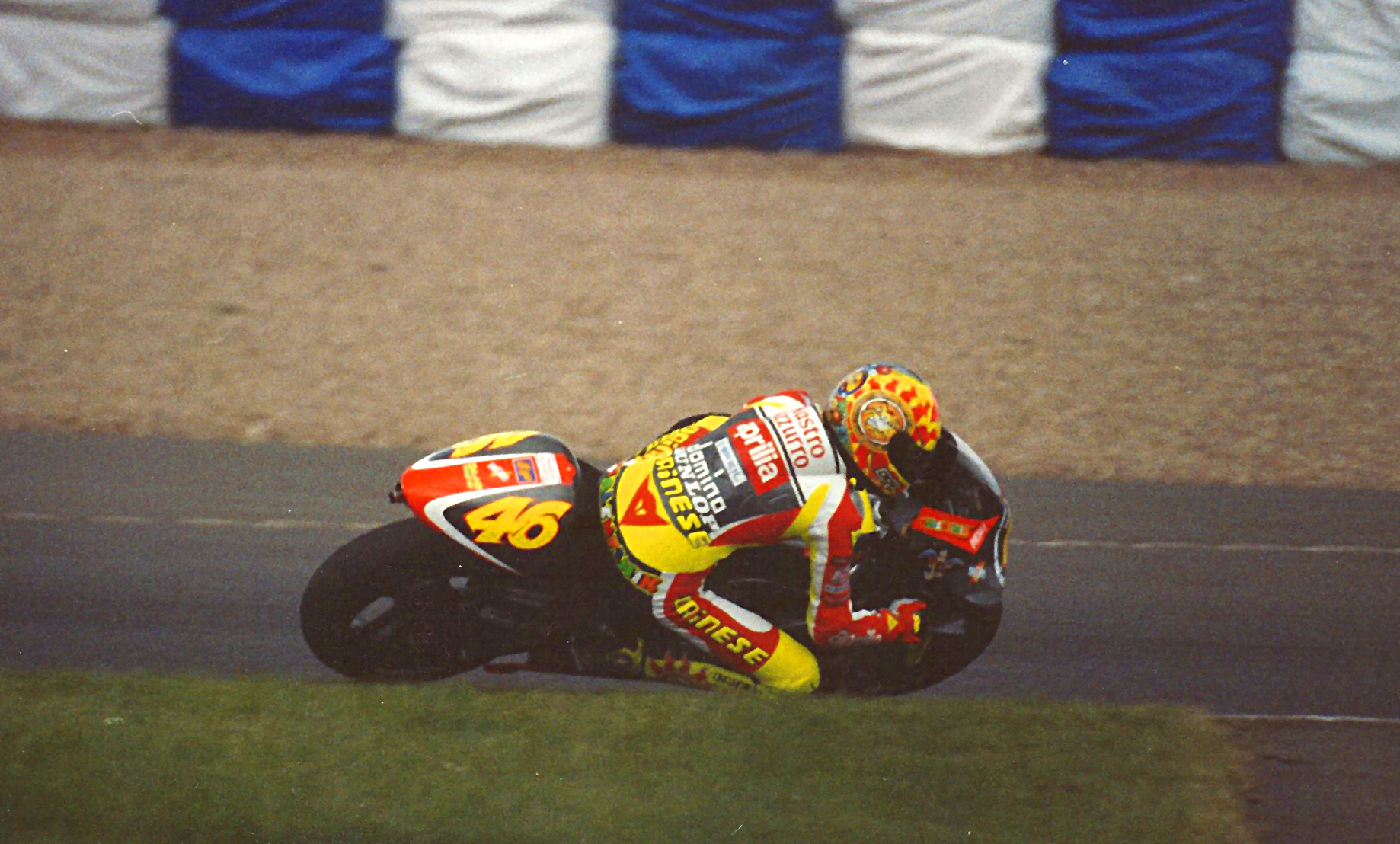
Valentino Rossi amb l'Aprilia 250 al GP de Gran Bretanya de 1999

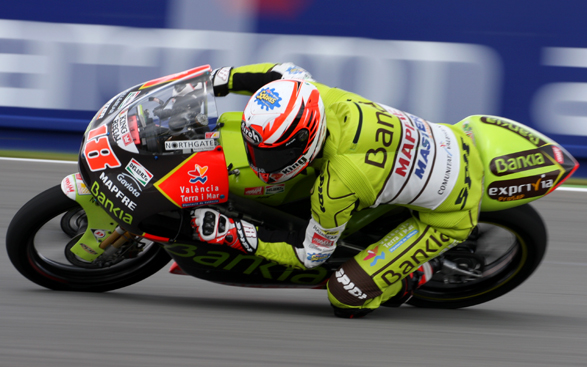
Nico Terol amb l'Aprilia 125 al GP de la República Txeca de 2011

| Any  | Categoria | Campió              | Motocicleta     | Constructors |
| ---- | --------- | ------------------- | --------------- | ------------ |
| 1992 | 125cc     | Alessandro Gramigni | Aprilia RS125R  |              |
|      |           |                     |                 |              |
| 1994 | 125cc     | Kazuto Sakata       | Aprilia RS125R  |              |
| 1994 | 250cc     | Max Biaggi          | Aprilia RSW 250 |              |
| 1995 | 250cc     | Max Biaggi          | Aprilia RSW 250 | 1            |
| 1996 | 125cc     |                     |                 | 1            |
| 1996 | 250cc     | Max Biaggi          | Aprilia RSW 250 | 1            |
| 1997 | 125cc     | Valentino Rossi     | Aprilia RS125R  | 1            |
| 1998 | 125cc     | Kazuto Sakata       | Aprilia RS125R  |              |
| 1998 | 250cc     | Loris Capirossi     | Aprilia RSW 250 | 1            |
| 1999 | 250cc     | Valentino Rossi     | Aprilia RSW 250 | 1            |
| 2000 | 125cc     | Roberto Locatelli   | Aprilia RS125R  |              |
|      |           |                     |                 |              |
| 2002 | 125cc     | Arnaud Vincent      | Aprilia RS125R  | 1            |
| 2002 | 250cc     | Marco Melandri      | Aprilia RSW 250 | 1            |
| 2003 | 250cc     | Manuel Poggiali     | Aprilia RSW 250 | 1            |
| 2004 | 125cc     |                     |                 | 1            |
|      |           |                     |                 |              |
| 2006 | 125cc     | Álvaro Bautista     | Aprilia RS125R  | 1            |
| 2006 | 250cc     | Jorge Lorenzo       | Aprilia RSW 250 | 1            |
| 2007 | 125cc     | Gábor Talmácsi      | Aprilia RSA 125 | 1            |
| 2007 | 250cc     | Jorge Lorenzo       | Aprilia RSW 250 | 1            |
| 2008 | 125cc     |                     |                 | 1            |
| 2008 | 250cc     |                     |                 | 1            |
| 2009 | 125cc     | Julián Simón        | Aprilia RSA 125 | 1            |
| 2009 | 250cc     |                     |                 | 1            |
|      |           |                     |                 |              |
| 2011 | 125cc     | Nico Terol          | Aprilia RSA 125 | 1            |

### Superbike

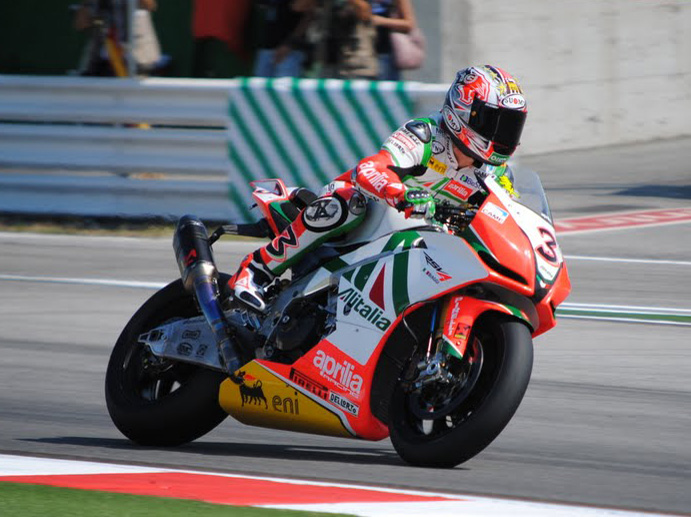
Max Biaggi amb l'Aprilia RSV4 a Misano el 2010

Aprilia va debutar al mundial de Superbike (SBK) el 1999 amb una versió especial homologable de la seva motocicleta de carretera V-twin RSV Mille, amb un motor especialment construït per Cosworth. La temporada del 2000, Aprilia aconseguí el tercer lloc al campionat de pilots amb Troy Corser, resultat que repetí les temporades del 2001 i 2002 al campionat de constructors. A més, aquells dos anys fou quarta al campionat de pilots, amb Corser i Noriyuki Haga respectivament. Al final de la temporada del 2002, Aprilia es va retirar del campionat.
El febrer del 2008 es va presentar una Aprilia V-4, la RSV4, amb la idea de debutar la temporada següent al Campionat del Món de Superbike. El 2009, finalment, Aprilia tornà al mundial de SBK amb Max Biaggi i Shinya Nakano com a pilots de fàbrica al manillar de la RSV4. Tot just l'any següent, Aprilia guanyà el seu primer mundial de Superbike amb Max Biaggi, títol que revalidà el 2012 amb el mateix pilot. El 2014, Sylvain Guintoli aconseguí el darrer títol de pilots fins a la data per a la marca italiana.

#### Palmarès
| Any  | Campió           | Motocicleta          | Constructors |
| ---- | ---------------- | -------------------- | ------------ |
| 2010 | Max Biaggi       | Aprilia RSV4 1000    | 1            |
|      |                  |                      |              |
| 2012 | Max Biaggi       | Aprilia RSV4 Factory | 1            |
| 2013 |                  |                      | 1            |
| 2014 | Sylvain Guintoli | Aprilia RSV4 Factory | 1            |

### Supermoto

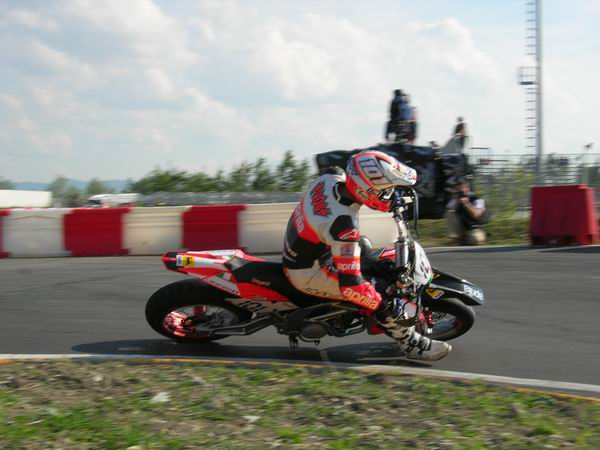
Thierry Van Den Bosch amb la SXV 450 el 2006

Aprilia va debutar al Campionat del Món de Supermoto el 2004 i, des d'aleshores, n'ha guanyat diversos títols tant en la categoria S1 com en S2.

#### Palmarès
| Any  | Categoria | Campió                | Motocicleta       | Constructors |
| ---- | --------- | --------------------- | ----------------- | ------------ |
| 2004 | S2        | Jerome Giraudo        | Aprilia SXV 450   |              |
|      |           |                       |                   |              |
| 2006 | S2        | Thierry Van Den Bosch | Aprilia SXV 450   | 1            |
| 2007 | S2        |                       |                   | 1            |
| 2008 | S1        |                       |                   | 1            |
|      |           |                       |                   |              |
| 2011 | S1        | Adrien Chareyre       | Aprilia MXV-S 450 | 1            |

## Gamma de models
| - Gamma escúter - SR 50 R Factory- SR 50 R - SR 50 Street - Sportcity CUBE 125 - 200 - 300 i.e. - Sportcity ONE 50 - 125 - Atlantic 125 - 250 i.e. - Atlantic Sprint 500 - 400 - Atlantic 300 Sport - SR Max 300 - SR 50 Motard - SR 125 - SR 125 Motard - Gamma Scarabeo - Scarabeo 50 Street - Scarabeo 50 - 100 quattro tempi - Scarabeo 125 - 200 - Scarabeo 500 GT ABS (fora de producció) - Scarabeo 250 i.e.- 500-400 Light - Gamma fora d'asfalt - RX 50 - RX 125 - RXV 4.5 - RXV 5.5 - Pegaso 650 Strada - Pegaso 650 Trail - ETV 1000 Caponord - Caponord Rally Raid | - Gamma carretera - RS 50 - RS4 50 - 125 - SX 50 - SX 125 - SXV 4.5 - SXV 5.5 - Tuono 1000 R - Tuono 1000 R Factory - Aprilia Red Rose 50 - 125 - RSV4 - RSV4 Factory - SL 750 Shiver - NA 850 Mana - SMV 750 Dorsoduro - RS 660 - Gamma competició - SXV 4.5 VDB Replica - SXV 5.5 VDB Replica - RXV 4.5 Merriman Replica - RS 125 sport production | - Models fora de producció - Aprilia ST 125 / STX 125 (motor Hiro) - RSV 1000 R Factory - RSV Mille R - RST 1000 Futura - SL 1000 Falco - RS 250 - AF1 50 - AF1 125 - Aprilia Tuono 125 - Aprilia Red Rose 50 - 125 - Leonardo 125 - 300 - Motò-6.5 - Aprilia Gulliver 50 - Aprilia Rally 50 - Aprilia Sonic 50 - Aprilia Tuareg - RS 125 |

### Galeria d'imatges

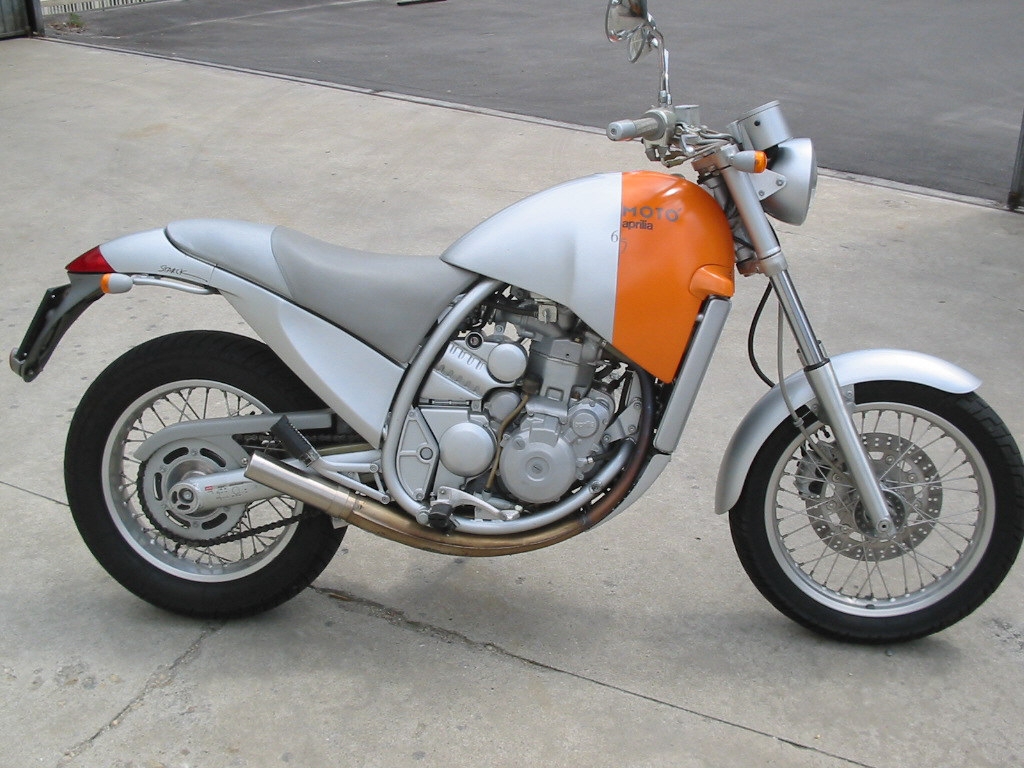
Aprilia Motò 6.5 (2005)
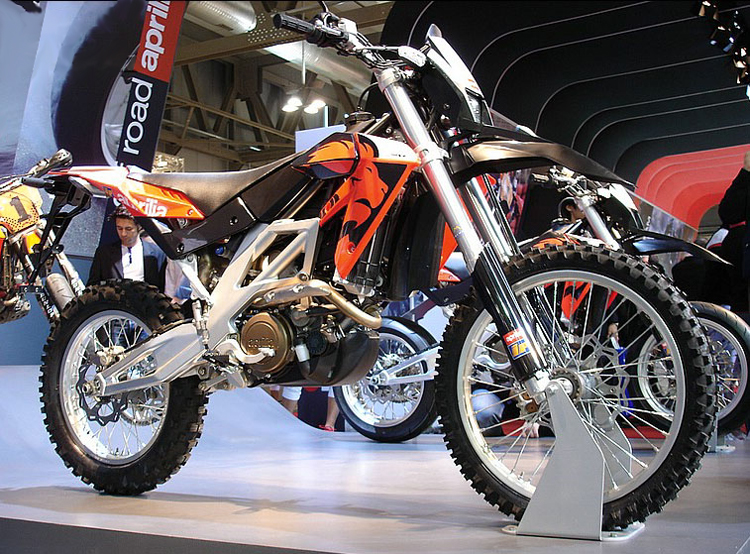
Aprila RXV 450 (2006)
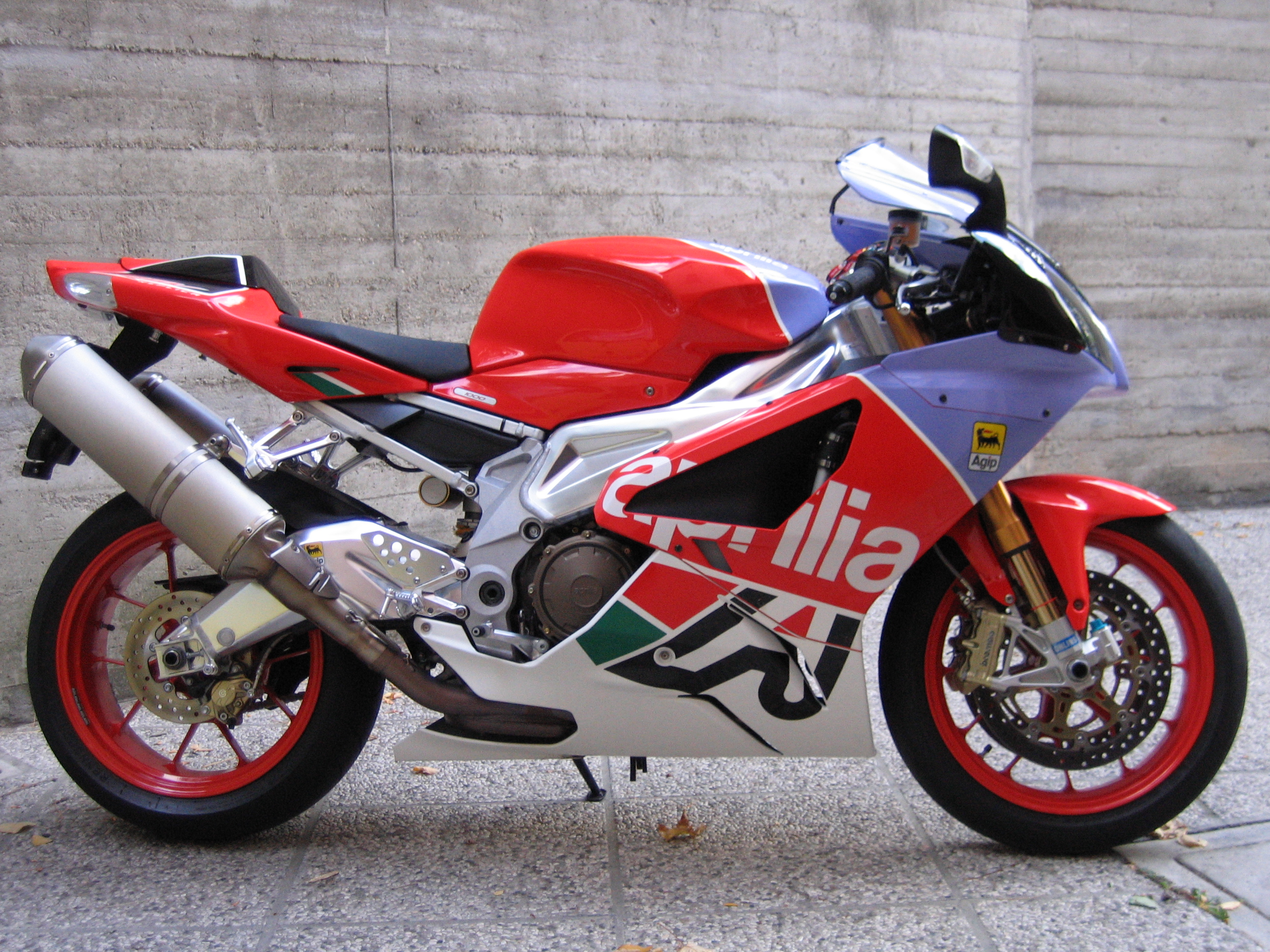
Aprilia RSV1000R Bol d'Or Replica (2008)
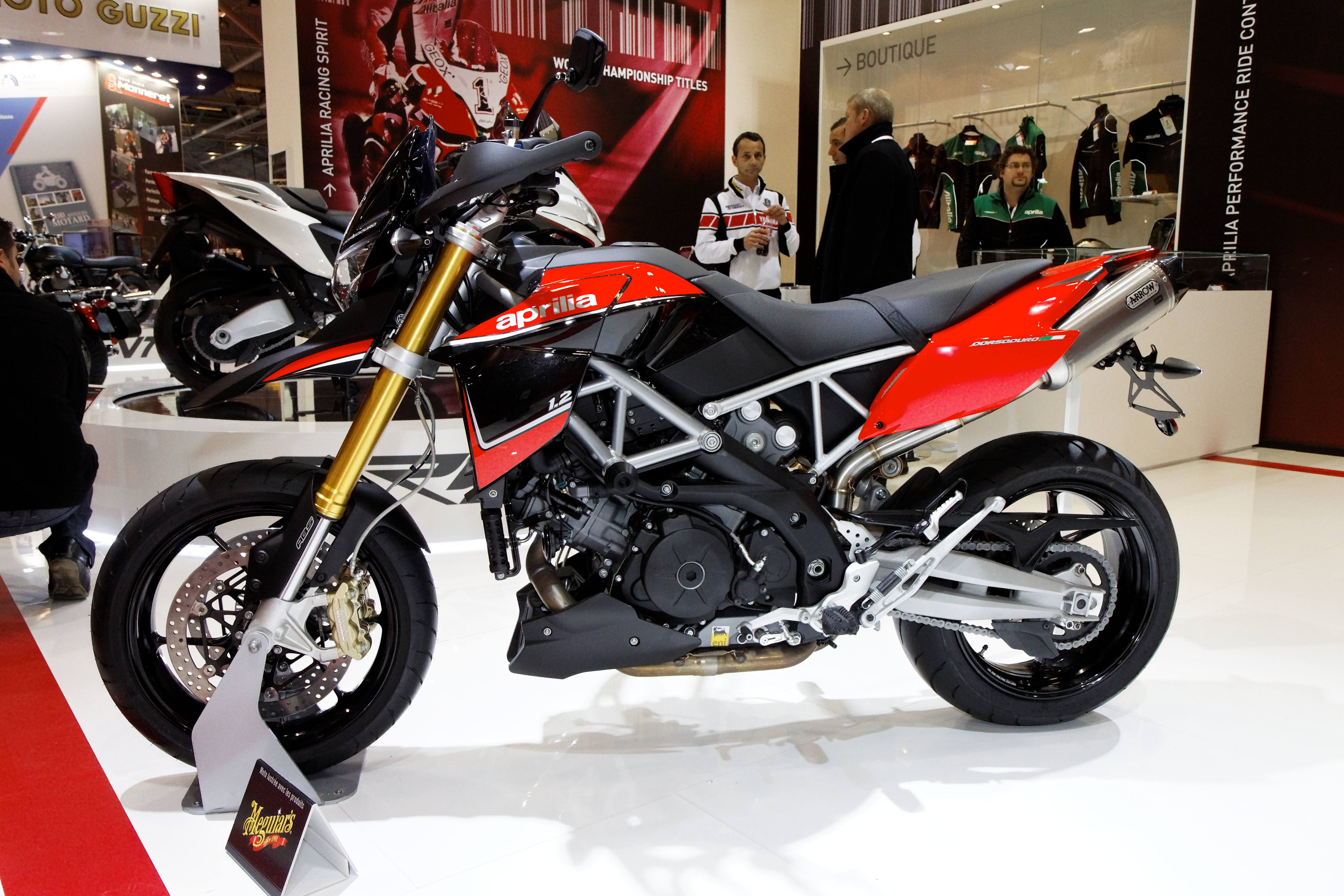
Aprilia Dorsoduro 1200 (2011)
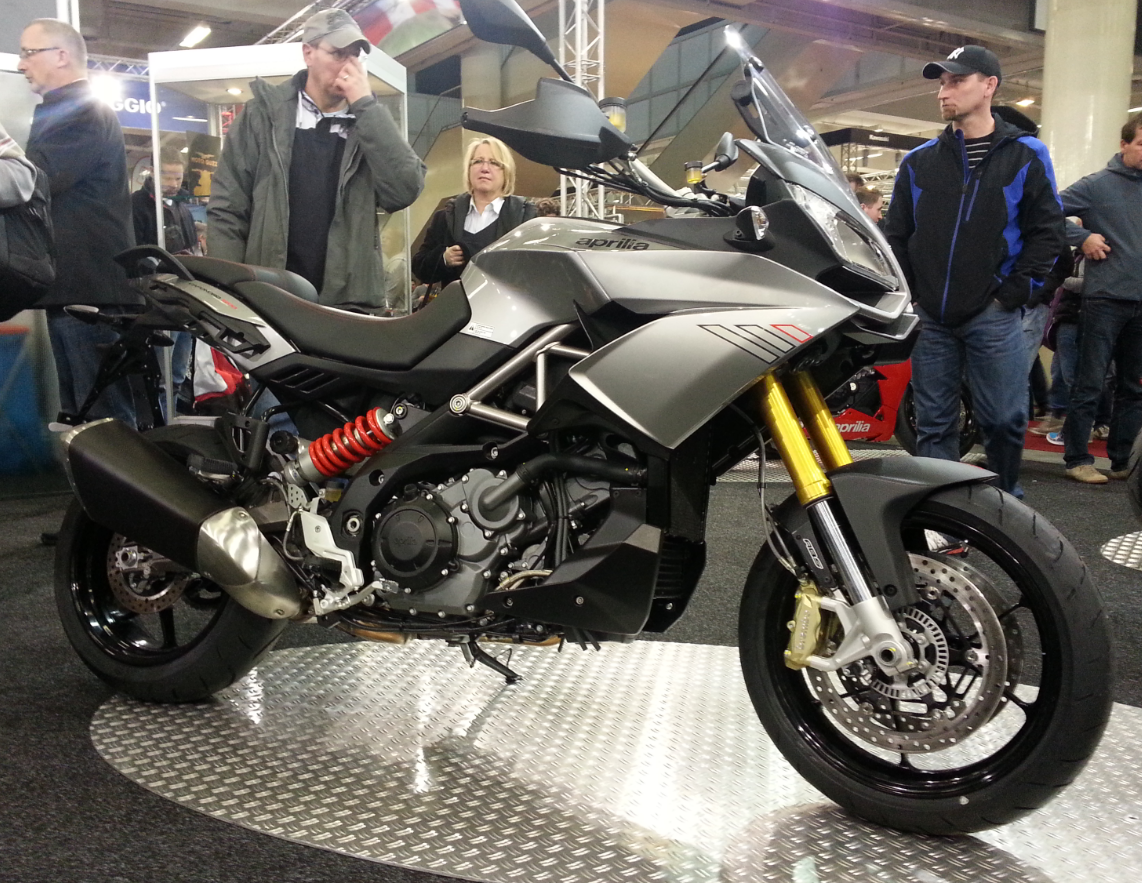
Aprilia Caponord 1200 ABS (2014)
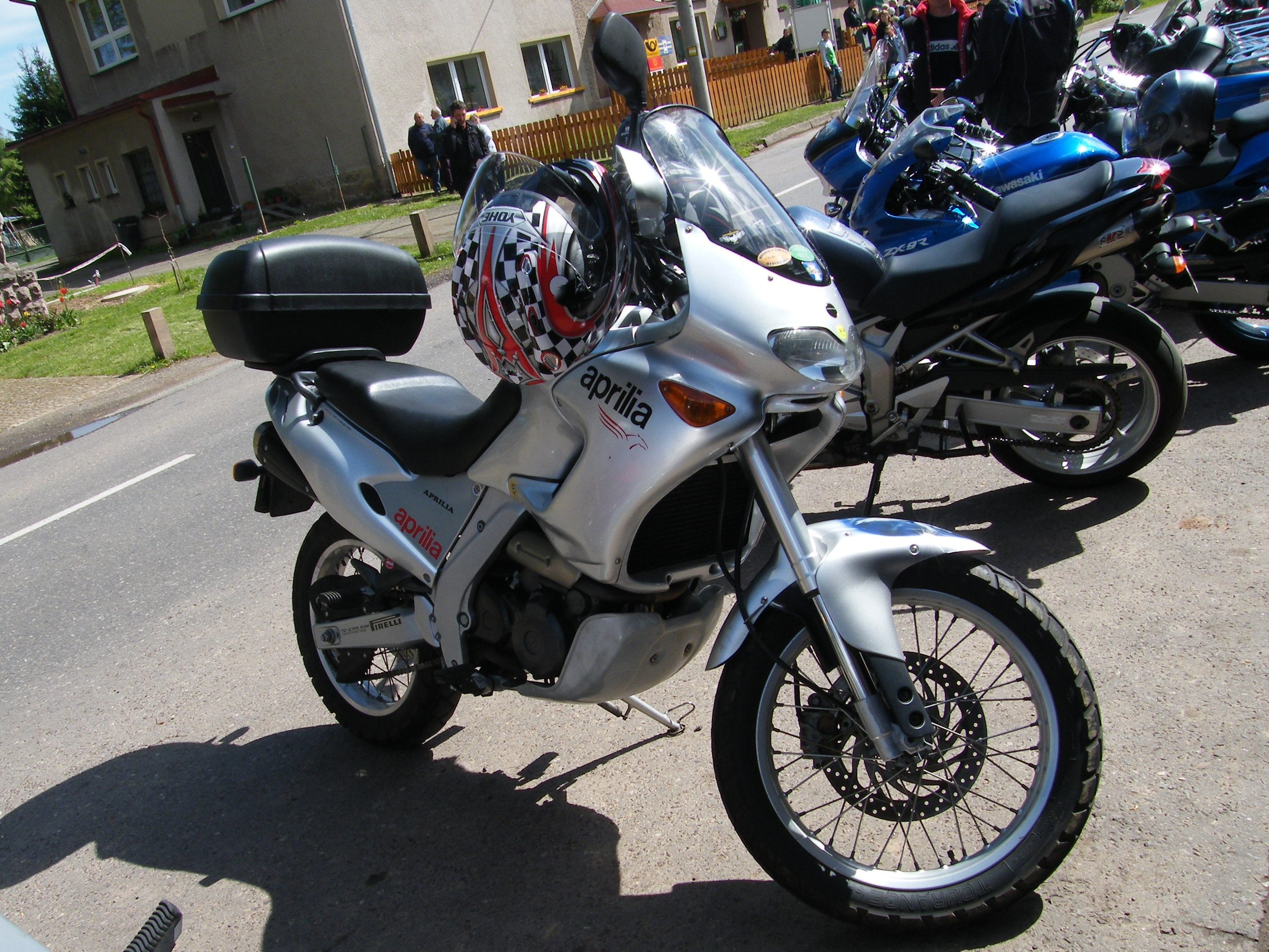
Aprilia Pegaso (2016)